# C/1963 R1 (Pereyra)
C/1963 R1 (Pereyra) (anciennes désignations 1963 V et 1963e) est une comète brillante, apparue en 1963. C'est un membre du groupe de Kreutz, un groupe de comètes qui passent extrêmement près du Soleil. 

## Découverte
La comète a été vue pour la première fois le 14 septembre 1963, par Z. M. Pereyra, de l'observatoire de Córdoba, en Argentine. L'observateur britannique George Alcock a rapporté plus tard qu'il avait observé un mince faisceau de lumière en forme de crayon bas dans le ciel le 12 septembre, qui pourrait être la queue de la comète. 
Elle était brillante, d'une magnitude apparente de 2, et avait une queue courte d'environ un degré de long. Au cours des jours suivants, la comète est rapidement devenue moins brillante, ayant manifestement déjà dépassé son périhélie, bien que sa queue ait atteint environ 10 degrés de longueur fin septembre. Pendant sa courte période de visibilité à l'œil nu, elle a été largement observée dans tout l'hémisphère sud. 

## Études orbitales
Alors que la comète s'éloignait du Soleil, des études orbitales ont montré que Pereyra avait été une comète rasante, n'étant passée qu'à 60 000 kilomètres de la surface du Soleil. Une analyse plus approfondie a démontré qu'il s'agissait d'un membre du groupe de Kreutz, un groupe de comètes descendant toutes d'une très grande comète rasante qui s'était fragmentée plusieurs siècles auparavant. 
Les comètes du groupe de Kreutz se composent de deux sous-groupes principaux, qui sont issus de nouvelles ruptures de deux fragments différents de la comète originale. Des études ont montré que Pereyra est un membre du sous-groupe qui comprend la Grande Comète de 1843 et la Grande Comète de 1882, bien que la séparation de Pereyra du plus grand fragment ait probablement eu lieu une orbite avant la séparation des deux Grandes Comètes. 